# Udruga Obnova
Obnova je udruga građana koja okuplja mlade intelektualce i umjetnike okupljene oko platforme zajedničkih vrijednosti. 
Udruga je osnovana s ciljem zaštite i razvijanja hrvatskog nacionalnog identiteta, obrazovanja mladih i povezivanja s mladima diljem Europe.
Pokretačka ideja udruge jest želja za kulturnom, etičkom i političkom obnovom hrvatskog društva, a što je izraženo i u samom njenom nazivu. Obnova ima širok raspon djelatnosti, a jedan od najbitnijih projekata je istoimeni multidisciplinarni časopis za kulturu, društvo i politiku.
Udruga okuplja veći broj studenata s niza zagrebačkih fakulteta, poput Pravnog fakulteta, Hrvatskih studija, Akademije likovnih umjetnosti, Ekonomskog fakulteta, Katoličkog bogoslovnog fakulteta, Medicinskog fakulteta, zatim Hrvatskog katoličkog sveučilišta te drugih hrvatskih fakulteta i viših škola. Također Obnova okuplja i niz mladih intelektualaca, akademski obrazovanih građana te maturanata iz Zagreba, ali i cijele Hrvatske.

## Nastanak
Potreba za osnivanjem udruge razvila se iz neformalnih druženja nekolicine mladih ljudi, uglavnom studenata prava koji su svoje slobodno vrijeme ispunjavali dijalogom i polemikom o raznim temama, a kojima su se pridružili i studenti drugih zagrebačkih fakulteta. Svi su oni bili međusobno različiti po predmetu interesa te svome neformalnom obrazovanju. Rasprave su se vodile o nizu tema, politici, kulturi, umjetnosti, književnosti, povijesti, filozofiji, ekonomiji, te se uskoro iskristalizirala želja za formalnim osnivanjem udruge i pokretanjem časopisa što je i realizirano održavanjem osnivačke skupštine udruge u prosincu 2012. godine.

## Djelatnosti
Osnovne djelatnosti udruge su okupljanje i druženje mladih s ciljem povezivanja mladih ljudi na području Republike Hrvatske i Europe te razmjena njihovih međusobnih iskustava, zatim organiziranje i sudjelovanje u kulturnim i umjetničkim događajima s ciljem približavanja umjetnosti i kulture mladim osobama te poticanje na sudjelovanje u njima. 
U djelatnosti udruge ulaze i izdavanje knjiga, brošura i sličnih publikacija, potom organiziranje edukacijskih seminara, okruglih stolova, tribina i predavanja o ključnim društvenim temama kao i organiziranje edukativnih radionica s ciljem promicanja hrvatske kulturne baštine u Hrvatskoj i Europi.
Udruga Obnova surađuje sa srodnim udrugama u Hrvatskoj i Europi.
Također udruga za svoje članove, ali i sve zainteresirane kao i za širu javnost redovito organizira razna predavanja, tribine, druženja te tematske izlete.
Jedan od projekata udruge Obnova jest i istoimeni časopis za kulturu, društvo i politiku. On je svojevrsna platforma za argumentirani dijalog ili, u slučaju suprotnih stavova i mišljenja, polemiku između članova udruge, autora časopisa i javnosti.

### Obnova - časopis za kulturu, društvo i politiku
Temeljni koncept časopisa Obnova jest interdisciplinarnost i multidimenzionalnost.
Struktura časopisa sastoji se od tri dijela. 
Prvi su dio razgovori s određenim osobama čiji autoritet i kompetentnost u određenoj temi izviru iz njihovog životnog obrazovanja, kako formalnoga, tako i neformalnoga. 
Drugi su dio radovi članova Obnove koji temu obrađuju iz različitih perspektiva te se odlikuju znanstvenim pristupom i osobnim literarnim stilom autora.
Obnova posebnu pozornost pridaje umjetnosti pa je stoga posljednja cjelina časopisa posvećena likovnoj, kazališnoj, filmskoj, glazbenoj te književnoj umjetnosti.
Radove iz vizualne umjetnosti izlažu likovni umjetnici i studenti likovnih akademija iz Republike Hrvatske te van nje. 
Posebnost svakog broja časopisa Obnova jest njegova naslovnica za koju likovni umjetnici izrađuju umjetničku sliku.
Objavljeni brojevi
1. Kulturna hegemonija (1. listopada 2013.)
2. Identitet (svibanj 2014.)
3. Geopolitičke alternative (prosinac 2014.)
4. Hrvati izvan Republike Hrvatske (svibanj 2015.)
5. Nacionalizam? (prosinac 2015.)
6. Ekonomske perspektive (svibanj 2016.)
7. Migracije i multikulturalizam (studeni 2016.)
8. Tradicionalizam (svibanj 2017.)

Udruga je do sada također održala niz predavanja i predstavljanja časopisa kao i same udruge u nekoliko hrvatskih gradova.
Svako predstavljanje novog broja časopisa udruga Obnova organizira kao svojevrstan kulturni i društveni događaj kojemu nazoči veći broj zainteresirane studentske populacije, kao i članova hrvatske akademske zajednice.

## Unutarnje poveznice
- Obnova (časopis)

## Vanjske poveznice
- Službene web stranice udruge
- Službena facebook stranica časopisa Obnova
- Službeni youtube kanal Udruge Obnova
- Časopis Obnova, br. 1., 2013., Kulturna hegemonija